# جک دان
جک دان (انگلیسی: Jack Dunn؛ زادهٔ ۱۹ نوامبر ۱۹۹۴) یک بازیکن فوتبال در پست هافبک زادهٔ شهر لیورپول در انگلستان است.
از باشگاه‌هایی که در آن بازی کرده‌است می‌توان به چلتنهام تاون اشاره کرد. او یکی از بازیکنان تیم جوانان لیورپول است که در چند سال گذشته به صورت قرضی در دیگر باشگاه بازی کرده‌است. او در فصل جاری لیگ برتر، با شماره ۴۱ در ترکیب اصلی لیورپول قرار گرفته است.